# سياسة باكستان
تقوم سياسة باكستان ضمن الإطار الذي وضعه الدستور. إذ تُعد الدولة جمهورية برلمانية حيث تتمتع فيها حكومات المقاطعات بدرجة عالية من الاستقلال الذاتي والسلطات المخصصة. يُخوَّل مجلس الوزراء الوطني بأعمال السلطة التنفيذية برئاسة رئيس الوزراء، الذي يعمل باتساق مع البرلمان بمجلسيه والسلطة القضائية. توفر الأحكام التي ينص عليها الدستور مراجعة دقيقة وتوفيقًا لتقاسم السلطة بين سلطات الحكومة التنفيذية والتشريعية والقضائية.
قائد الدولة هو الرئيس الذي تنتخبه الهيئة الانتخابية لولاية مدتها خمسة أعوام. تمتع الرئيس بصلاحيات واسعة حتى التعديل الثامن عشر للدستور، والذي أُقر في عام 2010، وجرد الرئاسة من صلاحياتها الرئيسية. منذ ذلك الوقت، تحولت باكستان من نظام شبه رئاسي إلى نظام برلماني محض.
تتألف الحكومة من ثلاث سلطات: تنفيذية وتشريعية وقضائية. تتألف السلطة التنفيذية من مجلس الوزراء برئاسة رئيس الوزراء. وهي مستقلة تمامًا عن السلطة التشريعية التي تتألف من برلمان ذي مجلسين. يمثل مجلس الشيوخ الباكستاني المجلس الأعلى بينما يمثل المجلس الوطني المجلس الأدنى. تتشكل السلطة القضائية بتشكيل المحكمة العليا الباكستانية بصفتها أعلى محكمة في الدولة، إلى جانب المحاكم العليا وغيرها من المحاكم الأدنى درجة. تتمثل وظيفة القضاء بتفسير الدستور والقوانين والأنظمة الاتحادية.
تُعد باكستان دولة ديمقراطية متعددة الاحزاب تتنافس فيها عدة أحزاب سياسية على المقاعد في المجالس الوطنية ومجالس المقاطعات. بيد أنه في أعقاب سقوط دكا عام 1971، غُرس نظام حزبين بين حزب الشعب والرابطة الإسلامية. شهدت شعبية أحزاب الوسط ارتفاعًا حادًا كالجماعة الإسلامية الباكستانية (ق) وحركة الإنصاف الباكستانية. لعبت المؤسسة العسكرية دورًا مؤثرًا في سياسة البلاد. نُظِّمت العديد من الانقلابات التي أطاحت بالأنظمة الديمقراطية بين خمسينيات القرن العشرين والعقد الأول من القرن الواحد والعشرين. إلا أنه بعد استقالة الرئيس برويز مشرف في عام 2008، فُصل بين المؤسسة العسكرية والسياسة واقتربت باكستان من التحول إلى الديمقراطية الليبرالية.
في عام 2019، صنفت وحدة الاستخبارات الاقتصادية باكستان على أنها «نظام هجين».

## السلطة التنفيذية
يجب أن يكون رئيس باكستان مسلمًا، تماشيًا مع المادة الدستورية التي تنص على أن دين الدولة هو الإسلام. تنتخب هيئة انتخابية الرئيس لولاية مدتها خمس سنوات وتتألف الهيئة من أعضاء مجلس الشيوخ والمجلس الوطني وأعضاء مجالس المقاطعات، ويجوز إعادة انتخاب الرئيس. لا يجوز لأي فرد أن يشغل المنصب لأكثر من ولايتين متتاليتين. يجوز للرئيس الاستقالة أو يمكن عزله، ويجوز طرده من منصبه بسبب القصور أو السلوك المشين بتصويت أغلبية ثلثي أعضاء البرلمان. يتصرف الرئيس بشكل عام بمشورة رئيس الوزراء ولكنه يمتلك سلطات مخصصة هامة.
من أهم هذه الصلاحيات –وهو إرث للجنرال محمد ضياء الحق– قدرة الرئيس على حل المجلس الوطني «في إطار سلطته التقديرية، عندما لا تستمر حكومة الاتحاد بالعمل وفقًا لأحكام الدستور، ويلزم توجيه نداء إلى الناخبين». مُنحت هذه الصلاحية مرتين–بموجب تعديل الدستور الثامن في عام 1985 والتعديل السابع عشر في عام 2003–وأُبطلت مرتين–بموجب التعديل الثالث عشر في عام 1997 والتعديل الثامن عشر في عام 2010. رغم التجريد الأخير من السلطة، يبقى الرئيس رئيسًا لمجلس الأمن القومي بحكم منصبه، بموجب قانون الأمن القومي لعام 2004. يعين أعضاء المجلس الوطني رئيس الوزراء بالتصويت. يتلقى رئيس الوزراء مساعدة من مجلس الوزراء الاتحادي وهو مجلس وزراء يعين الرئيس أعضاءه بناء على مشورة رئيس الوزراء. يتألف مجلس الوزراء الاتحادي من الوزراء، ووزراء الدولة، والمستشارين. اعتبارًا من مطلع عام 1994، تألف المجلس من ثلاث وثلاثين حقيبة وزارية: التجارة؛ والاتصالات؛ والثقافة؛ والدفاع؛ والإنتاج الدفاعي؛ والتعليم؛ والبيئة؛ والشؤون المالية والاقتصادية؛ والغذاء والزراعة؛ والشؤون الخارجية؛ والصحة؛ والإسكان؛ والإعلام والإذاعة؛ والداخلية؛ وشؤون كشمير والمناطق الشمالية؛ والقانون والعدالة؛ والحكم المحلي؛ وشؤون الأقليات؛ ومكافحة المخدرات؛ والشؤون البرلمانية؛ وإنتاج النفط والموارد الطبيعية؛ والتخطيط والتنمية؛ والسكك الحديدية؛ والشؤون والدينية؛ والعلوم والتكنولوجيا؛ والرعاية الاجتماعية؛ والتعليم الخاص؛ والرياضة؛ والولايات والمناطق الحدودية؛ والسياحة؛ والمياه والطاقة؛ وتنمية المرأة؛ وشؤون الشباب.

## السلطة التشريعية
تتألف الهيئة التشريعية الاتحادية بمجلسيها من مجلس الشيوخ (المجلس الأعلى) والمجلس الوطني (المجلس الأدنى). وفقًا للمادة 50 من الدستور، يشكل المجلس الوطني ومجلس الشيوخ والرئيس معًا هيئة تُعرف بمجلس الشورى (مجلس الاستشاريين).
لا تمتلك ديمقراطية باكستان نهج إجراء انتخابات مبكرة. وقد أُقيلت حكومات سابقة بسبب الفساد نتيجة تذرع الرئيس بالمادة 58 من الدستور. أزال التعديل الثالث عشر صلاحية الرئيس في إقالة رئيس الوزراء وحل المجلس الوطني واستُعيدت الصلاحية جزئيًا في التعديل السابع عشر.

### مجلس الشيوخ
مجلس الشيوخ هو هيئة تشريعية دائمة ذات تمثيل متساو من كل مقاطعة من المقاطعات الأربع، وينتخبه أعضاء مجالس المقاطعات التابعة لكل منها. يوجد ممثلون من المناطق القبلية التي يديرها الاتحاد ومن إقليم العاصمة إسلام أباد. يتابع رئيس مجلس الشيوخ، بموجب الدستور، مهامه كرئيس في حال شغور المنصب إلى أن يُنتخب رئيس جديد رسميًا. بإمكان كل من مجلس الشيوخ والمجلس الوطني الشروع في إصدار التشريعات وإقرارها باستثناء مشاريع القوانين المالية. بإمكان المجلس الوطني فقط الموافقة على الميزانية الاتحادية وجميع مشاريع القوانين المالية. في حالة مشاريع القوانين الأخرى، قد يمنع الرئيس الإقرار ما لم ينقض المجلس التشريعي قرار الرئيس في جلسة مشتركة بأغلبية أعضاء المجلسين الحاضرين والمصوتين. خلافًا للمجلس الوطني، لا يمكن للرئيس أن يحل مجلس الشيوخ.

### المجلس الوطني

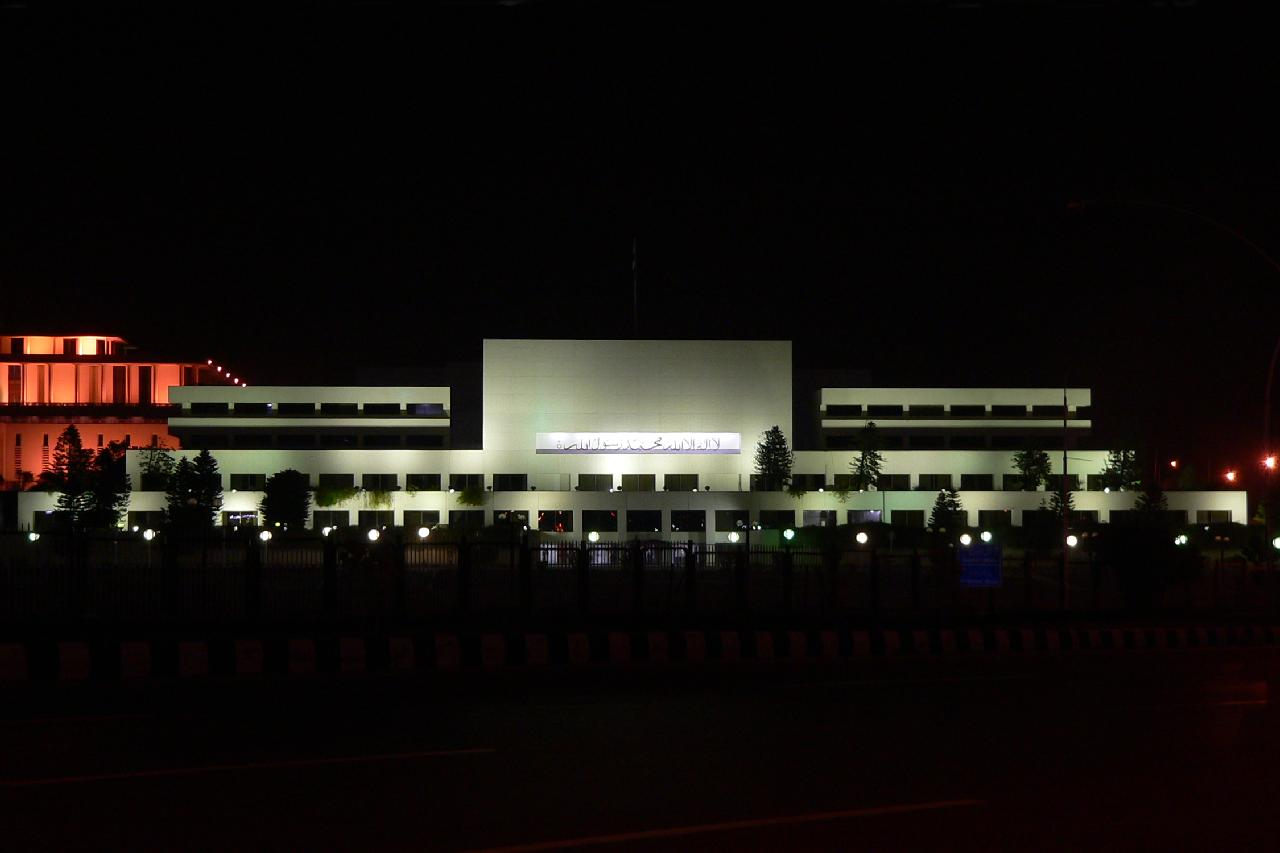
المجلس الوطني

يُنتخب أعضاء المجلس الوطني عن طريق الاقتراع العام للراشدين (والذي حُدِّد بعمر 21 عامًا فما فوق، وتغير في التعديل السابع عشر ليصبح 18 عامًا). تُخصَّص المقاعد لكل من المقاطعات الأربع، والمناطق القبلية التي يديرها الاتحاد، وإقليم العاصمة إسلام أباد بناءً على عدد السكان. يخدم أعضاء المجلس الوطني لفترة ولاية برلمانية، وهي خمسة أعوام، في حال عدم وفاتهم أو استقالتهم قبل ذلك، أو ما لم يُحَل المجلس الوطني. على الرغم من أن الغالبية العظمى من الأعضاء من المسلمين، يُخصَّص نحو نسبة 5 % من المقاعد للأقليات، بما في ذلك المسيحيين والهندوس والسيخ. تُقام انتخابات مقاعد الأقليات على أساس دوائر انتخابية منفصلة في نفس الوقت الذي تُجرى فيه انتخابات المقاعد الإسلامية خلال الانتخابات العامة. يوجد أيضًا أكثر من 50 مقعدًا خاصًا للنساء حاليًا، ويختار رؤساء الأحزاب النساء الأعضاء لهذه المقاعد (أي لا يُنتخبن مباشرة في الانتخابات العامة ولكن يُمنحن التمثيل بناءً على أداء أحزابهن في الانتخابات العامة).

## السلطة القضائية
تضم السلطة القضائية المحكمة العليا، والمحاكم العليا الإقليمية، ومحاكم المقاطعات والمحاكم الجزئية، والمحاكم المدنية ومحاكم الصلح التي تمارس الاختصاص المدني والجنائي. أُنشئت بعض المحاكم الاتحادية في جميع المقاطعات، إضافة إلى غيرها من المحاكم كمحكمة الخدمات، ومحكمة ضريبة الدخل وجباية الرسوم، والمحكمة المصرفية ومجالس محاكم الإيرادات.

### المحكمة العليا
إشارة إلى المادة 175 (أ) تعيين القضاة.
تمتلك المحكمة العليا في باكستان السلطة القضائية الأصلية والاستئنافية والاستشارية.
(1) يجب أن توجد لجنة قضائية في باكستان، يُشار لها لاحقًا في هذه المادة باللجنة، لتعيين قضاة المحكمة العليا ومحاكم الاستئناف ومحكمة الشريعة الاتحادية، وفق ما سيرد بيانه.
(2) لتعيين قضاة المحكمة العليا، يجب أن تتألف اللجنة من:
(أ) رئيس قضاة باكستان؛ رئيسًا (ب) أربعة من كبار قضاة المحكمة العليا؛ عضوًا (ج) رئيس قضاة سابق أو قاض سابق بالمحكمة العليا لباكستان يرشحهم رئيس قضاة باكستان، بالتشاور مع القضاة الأربعة الأعضاء، لولاية مدتها عامين؛ عضوًا (د) الوزير الاتحادي للقانون والعدالة؛ عضوًا (هـ) النائب العام لباكستان؛ عضوًا (و) كبير محامين بالمحكمة العليا لباكستان يرشحه مجلس نقابة المحامين الباكستاني لولاية مدتها عامين.
(3) بعد الاضطلاع فيما ورد في البند (1) أو البند (2)، يعين الرئيس كبير القضاة في المحكمة العليا رئيسًا للقضاة في باكستان. يجوز لرئيس المحكمة العليا وقضاتها أن يبقوا في مناصبهم حتى سن الخامسة والستين: حاليًا 68 عامًا وهذا بند آخر من التعديل السابع عشر.